# Jaap Kunst

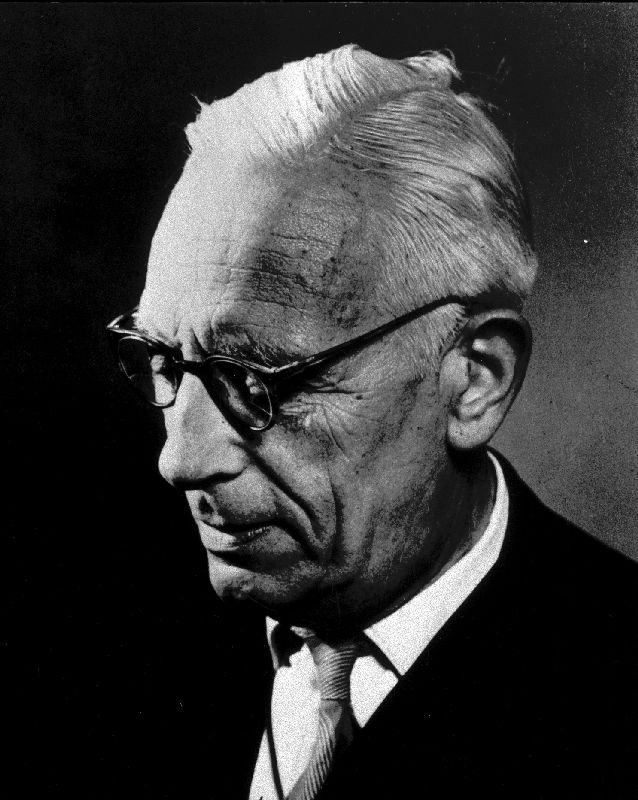
Jaap Kunst in den 1950er Jahren

Jaap Kunst (* 12. August 1891 in Groningen; † 7. Dezember 1960 in Amsterdam) war ein niederländischer Musikethnologe, der durch seine Feldforschungen in Indonesien zwischen 1920 und 1934 und seine späteren theoretischen Arbeiten zur Musikethnologie Grundlegendes zur Kenntnis und zum Verständnis der indonesischen Musik beigetragen hat. Er lenkte das Fachgebiet von einer rein vergleichenden Analyse musikalischer Strukturen und Stile hin zu einer stärker die jeweilige Kultur einbeziehenden Betrachtung. Der von Kunst eingeführte Begriff „Musikethnologie“ anstelle des bisherigen „Vergleichende Musikwissenschaft“ beinhaltet diese Betonung.

## Werdegang
Jaap Kunst wuchs als einziges Kind in einer musikalischen Umgebung auf. Die Eltern waren beide ausgebildete Pianisten und gaben Konzerte, sein Vater betätigte sich daneben als Musikkritiker. Der Junge begann mit fünf Jahren Violine zu spielen. Er nahm zunächst in Groningen Geigenunterricht und wurde später in Amsterdam von Louis Zimmermann, dem damaligen ersten Konzertmeister beim Concertgebouw-Orchester, unterrichtet. 1912 war er ein halbes Jahr Mitglied im Symphonieorchester von Groningen, zeitlebens behielt er das Violinspiel bei. Dennoch wechselte er nach absolviertem Gymnasium nicht zur Musik, sondern nahm 1911 an der Universität Groningen ein Jurastudium auf, das er 1917 mit der Promotion abschloss.
Die Semesterferien im Sommer während seiner Studienzeit verbrachte er auf der Westfriesischen Insel Terschelling, wo er begann, die dortige Volksmusik zu erforschen. Noch als Jurastudent veröffentlichte er 1915 seine erste Feldstudie Terschellinger volksleven, der eine dreibändige Sammlung nordniederländischer Volkslieder folgte, denen er eigene Klavierbegleitungen hinzufügte (Noord-Nederlandse volksliederen en -dansen, 1916–1919). Die Liedersammlung ist bis heute bei den Musikern und Tänzern auf der Insel in Gebrauch und half, die lokale Tradition zu bewahren. 1956 stellte er eine viel verkaufte Schallplatte mit eigenen Aufnahmen von niederländischen Volksliedern zusammen.
Nachdem Jaap Kunst sein Jurastudium beendet hatte, arbeitete er drei Monate als Bankangestellter in Utrecht, wo angeblich seine Vorgesetzten wenig Verständnis dafür aufgebracht hätten, dass er die Mittagspause regelmäßig überzog, weil er auf einem Tisch im Speisesaal Terschellinger Volkslieder auf der Geige vortrug. Danach arbeitete er eineinhalb Jahre bis zum Ende des Ersten Weltkriegs als Verwaltungsangestellter in der Amsterdamer Stadtverwaltung. Als nach Kriegsende im Frühjahr 1919 die Ausreisebeschränkungen aufgehoben waren, machte sich der Geigenspieler mit einer Sängerin, einem Pianisten und geliehenem Geld zum niederländischen Kolonialbesitz Indonesien auf. Dort gaben sie innerhalb von acht Monaten 95 Konzerte in den Clubs zwischen Sumatra, Java, Sulawesi und Kalimantan. Als Kunst im Palast von Yogyakarta erstmals Gamelan-Musik hörte, beschloss er, diese Musik zu studieren und vorerst nicht mehr in die Niederlande zurückzukehren. Zur Finanzierung seines Lebensunterhalts suchte er 1920 eine Anstellung bei der Kolonialverwaltung, zunächst in Batavia (heute Jakarta), später in Bandung. 1921 heiratete er die Lehrerin Kathy van Wely (später Kathy Kunst-Van Wely). Ihre Flitterwochen verbrachten sie auf Bali. Nach einer weiteren Reise nach Bali 1924 war das Ergebnis ihrer gemeinsamen Untersuchung das im selben Jahr veröffentlichte zweibändige Werk De toonkunst van Bali. Seine Frau hatte einen beträchtlichen Anteil an der gemeinsamen praktischen Arbeit, die in Indonesien darin bestand, mit dem Edison-Phonographen Wachswalzenaufnahmen anzufertigen, die ständig wachsende Sammlung von Musikinstrumenten zu katalogisieren und die schriftlichen Aufzeichnungen auszuwerten.
Es folgten die grundlegende Arbeit über javanische Musikinstrumente (Hindoe-Javaansche muziekinstrumenten, 1927) und eine lange Reihe zumeist auf holländisch verfasster Zeitschriftenartikel über die Musik der gesamten indonesischen Inselwelt, die ihm internationalen Ruhm einbrachten. Bis 1930 arbeitete Kunst gleichzeitig am Vormittag als Verwaltungsangestellter und nachmittags, teilweise bis in den späten Abend als Musikethnologe. Wegen seiner Anstellung war er ortsgebunden und betrieb daher eine umfangreiche Korrespondenz. 1927 reiste die Familie zum ersten Mal zurück in die Niederlande. In Berlin besuchte Kunst den Leiter des Berliner Phonogramm-Archivs, Erich von Hornbostel, der ihm Lehrer und Vorbild war und an den er regelmäßig seine bespielten Wachswalzen geschickt und leere Walzen erhalten hatte. Die beiden standen seit 1921 in intensivem Briefkontakt, hatten sich aber bis dahin noch nie gesehen.

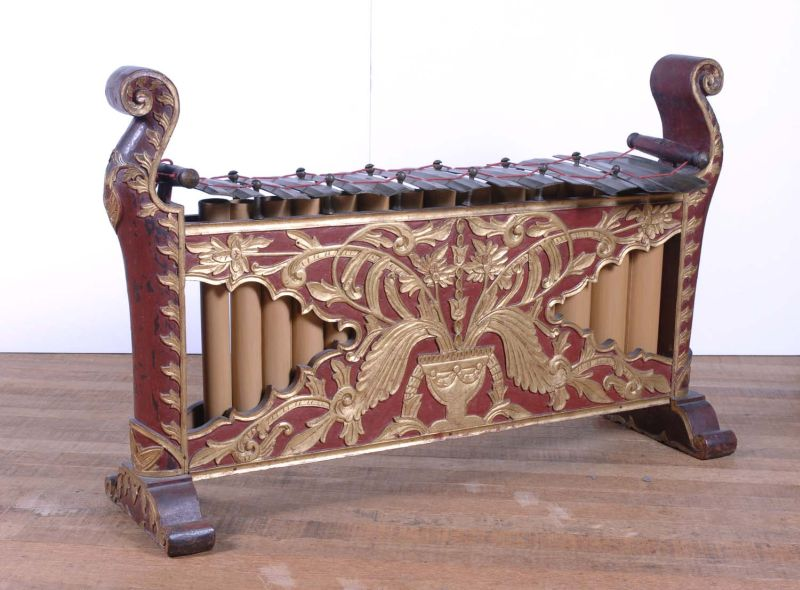
Gender barung, ein 1928 in Yogyakarta gekauftes Metallophon, das sich in der Sammlung des Amsterdamer Tropenmuseums befindet

Kunst versuchte den Kolonialminister zu überzeugen, dass die musikethnologische Erforschung der indonesischen Inselwelt eine staatliche Aufgabe sein müsse. Nach Fürsprache von Persönlichkeiten wie Johan Huizinga gelang es ihm gegen seinen Konkurrenten, den Musikethnologen Johann Sebastian Brandts Buys (1879–1939), eine Ernennung in das Amt eines Regierungsethnologen zu erhalten. Zuvor hatte sein Fall dreimal das Parlament für die ostindischen Kolonien (Volksraad) beschäftigt. 1930 bis 1931 konnte er sich nun ganz der ethnologischen Feldforschung widmen und längere Reisen durch den Archipel unternehmen. In einem Brief vom Januar 1930 an Louis Couturier äußerte er sich hoch zufrieden über sein neues Amt, das er Anfang März würde antreten können. Demselben Adressaten teilte er am 21. Mai mit, dass er soeben von einer Forschungsreise zu der vor Sumatra gelegenen Insel Nias zurückgekehrt sei.
Juli bis Mitte August 1930 reiste Kunst quer durch Flores, das er wegen der eigenständigen Musikstile der verschiedenen Volksgruppen als musikologisches Paradies bezeichnete. Entsprechend hoch war der Ertrag: Er nahm 70 Wachszylinder mit vokaler und instrumentaler Musik auf, sammelte 90 Musikinstrumente und brachte eine Reihe Fotos sowie Filme von Musik- und Tanzdarbietungen mit.
Wegen der Weltwirtschaftskrise wurde seine Stelle aus finanziellen Gründen 1932 gestrichen. Als Begleiter des Ethnologen Bertram Johannes Otto Schrieke (1890–1945) konnte Kunst weiterhin zu entlegenen Inseln reisen und seine musikethnologische Arbeit fortsetzen. Ende desselben Jahres wurde er zum Leiter der Religionsabteilung am Ministerium für Erziehung und Religion ernannt. Nachmittags arbeitete er nun an einer Monographie über die javanische Musik, die 1934 unter dem Titel De toonkunst van Java auf Niederländisch erschien und seinen internationalen Ruhm begründete.
1934 reiste er mit seiner Frau und seinen drei Kindern in die Niederlande zurück. Eine Rückkehr nach Indonesien wurde zunächst durch den sich ankündigenden Zweiten Weltkrieg verhindert, nach Kriegsende kamen Forschungsreisen während des bis 1949 dauernden indonesischen Unabhängigkeitskampfes nicht mehr in Frage. Zwei Jahre waren durch eine intensive Vortrags- und Reisetätigkeit ausgefüllt, bis er 1936 als Kurator am Koninklijk Institut voor de Tropen (Königliches Tropeninstitut, vormals Kolonialinstitut te Amsterdam) angestellt wurde. Dort strukturierte er das musikologische Archiv, das durch seine eigene umfangreiche Musikinstrumentensammlung, Tonaufnahmen, Fotografien und Literatur erweitert wurde. Schwerpunkt der Sammlung blieb auch später Indonesien und Surinam, Kunsts wissenschaftliche Tätigkeit war jedoch fortan universaler angelegt.
1942 habilitierte er in Vergleichender Musikwissenschaft an der Universität von Amsterdam. Neben seiner Tätigkeit als Kurator gab er ab nun als Privatdozent an der Universität Unterrichtsstunden in javanischer Musik. Als er 1953 assistant professor wurde, erhöhte sich seine Stundenzahl auf sechs pro Woche. Er war 1947 bei der Gründung des International Folk Music Council (später umbenannt in International Council for Traditional Music) beteiligt und wurde 1959 in der Nachfolge von Curt Sachs Ehrenpräsident einer weiteren musikethnologischen Organisation, der 1955 gegründeten Society for Ethnomusicology. Diese Gesellschaft gibt bis heute jedes Jahr den Jaap-Kunst-Preis für den besten Artikel in einer musikethnologischen Fachzeitschrift heraus. Kunsts bekannteste Schüler Anfang der 1950er Jahre waren Bernard Ijzerdraat (alias Bernard Suryabrata, 1926–1986), sein Assistent am Tropenmuseum, der 1952 ein siebentöniges Pélog-Gamelan erwarb und das erste Gamelan-Orchester außerhalb Indonesiens gründete, sowie Mantle Hood (1918–2005). Hood schrieb 1955 eine musiktheoretische Dissertation über Gamelan und führte später Kunsts wissenschaftliche Tradition an der University of California, Los Angeles fort.
1958, zwei Jahre vor seinem Tod, wurde Jaap Kunst Mitglied der Koninklijke Nederlandse Akademie van Wetenschappen. Er starb an Kehlkopfkrebs.

## Feldforschung

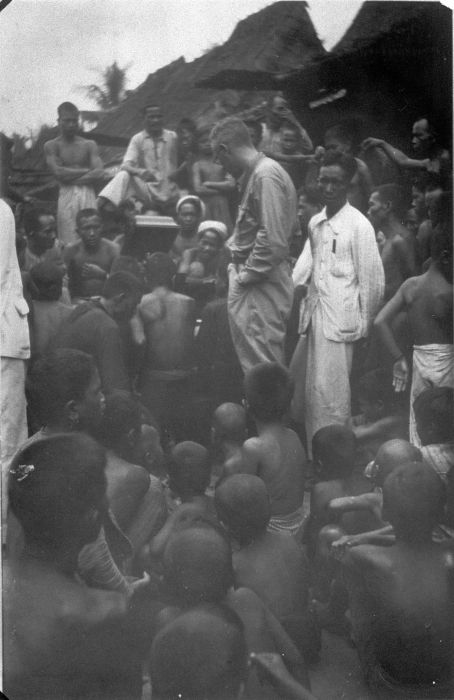
Jaap Kunst im Frühjahr 1930 auf Nias. Regelmäßig versammelte sich eine Menschenmenge bei Tonaufzeichnungen um den Phonographen

Jaap Kunst nahm bei seinen Feldforschungen öfters Einfluss auf Situationen und verließ damit seine Rolle als außenstehender Wissenschaftler. So fügte er den Volksliedern von Terschelling eine Violinstimme hinzu, die es wohl früher, aber zur damaligen Zeit nicht mehr gegeben hatte. Seine Methode, bei der Aufschrift Korrekturen an Melodien vorzunehmen, die nach seiner Auffassung falsch vorgetragen wurden, fasst der ihm zugeschriebene Ausspruch zusammen: „Jetzt singt er es so, aber er meint es vermutlich so“, wobei er letzteres schriftlich festhielt.
Um in Indonesien geeignete Musiker für Feldaufnahmen zu gewinnen, waren gelegentlich unkonventionelle Methoden erforderlich, wie er in dem Werk Musicologica von 1950 schildert. Abgesehen vom Verteilen der bei den jeweiligen Volksgruppen geschätzten Mitbringsel, waren geeignete Worte und Gesten erforderlich, um den Musikern die anfängliche Scheu vor dem Aufnahmegerät zu nehmen. In Nias war es schwierig, den Einheimischen die von den protestantischen Missionaren der Rheinischen Missionsgesellschaft eingetrichterte Angst vor den unliebsamen Folgen zu nehmen, die sie bei der Aufführung ihrer alten Lieder zu erwarten hätten. In der nördlichen Inselhälfte drohten Missionare denjenigen mit Ausschluss von der Kommunion, die traditionelle Musik und Tänze aufführten. In anderen Fällen pflegte Kunst auf seiner Geige etwas vorzuspielen, zu singen oder einen europäischen Volkstanz aufzuführen, damit sich im Gegenzug anschließend die einheimischen Zuschauer zu einer eigenen Darbietung ermuntert sahen. Als Entlohnung verteilte er Zigaretten (roko roko), Süßigkeiten, Halsketten und teilweise traditionell übliche Geschenke wie Schweine. In Gebieten, die unter stärkerem missionarischen Einfluss standen, gab es eine höhere Erwartungshaltung.
Die frühesten Tonaufnahmen von Kunst stammten von javanischen Gamelan-Orchestern aus den Jahren 1922 und 1923, die er erstmals im April 1924 an das Berliner Phonogramm-Archiv zu Erich von Hornbostel sandte. Die meisten Aufnahmen wurden auf Wachswalzen mit vier Minuten Spielzeit aufgenommen. Es gab einige technische Probleme zu lösen, bis der Kunst zur Verfügung stehende Phonograph Aufnahmen herstellte, die Hornbostel störungsfrei abspielen konnte. Davon zeugen die regelmäßigen Briefwechsel zwischen beiden. Für ein bis zwei Sänger, die sich direkt davor befanden, war der Phonograph geeignet, problematisch waren Aufnahmen mit großen Gamelan-Orchestern. Hierfür besorgte sich Kunst einen übergroßen Schalltrichter, der einen Meter lang und 1,5 Meter breit war und dennoch, den Briefen zu entnehmen, keine zufriedenstellende Klangqualität lieferte.
Trotz sorgfältiger Verpackung kam es vor, dass Wachszylinder bei der Verschiffung zerbrachen. In Berlin stellte eine Firma Negativabgüsse der Walzen aus Kupfer her, von denen sich ausreichend viele Kopien herstellen ließen. Kunst erhielt mit den unbespielten Walzen von jeder seiner Aufnahmen zwei Kopien aus Berlin zurück. Von diesen behielt er eine als Reserve und verwendete die andere zur Transkription der Musik. Kunsts Forschungsausgaben in den 1920er Jahren wurden fast ausschließlich aus privaten Zuwendungen finanziert. Während der zwei Jahre als Regierungsethnologe stellte die Kolonialregierung einen Fonds zum Ankauf von Musikinstrumenten, Wachszylindern und fotografischem Material bereit.
Auf den sehr abgelegenen Kai-Inseln fand Kunst 1929 wider Erwarten relativ wenig ursprüngliche Lieder, dafür umso mehr Einflüsse von Einwanderern, die in den vergangenen Jahrhunderten aus dem ostindonesischen Raum gekommen waren. Die Feldforschung im selben Jahr an der Nordküste von Niederländisch-Neuguinea wurde ergänzt durch die Analyse von Papua-Sängern, die anlässlich einer ethnographischen Ausstellung in Batavia auftraten und mit dem Phonographen aufgenommen wurden. Kunst hielt auch die Papua-Lieder nicht mehr für traditionell. Nach Auswertung dieser und weiterer Aufnahmen, die eine Expedition nach Neuguinea von 1926 unter der Leitung von C.C.F.M. le Roux mitgebracht hatte, stellte er 1931 in A Study on Papuan Music die erste Gesamtdarstellung zur Musik Neuguineas vor.
Im Unterschied zu den Vorgängern und Gründern des Fachgebietes Carl Stumpf, von Hornbostel oder Curt Sachs gehörte Kunst zur ersten Generation, die intensive Feldforschung betrieb. Hierzu gehörte auch der etwas ältere Musikethnologe Johann Sebastian Brandts Buys, mit dem Kunst in Bandung in Kontakt gekommen war. Beide lebten jedoch unter kolonialzeitlichen Verhältnissen und hatten sich in ihre gesellschaftliche Rolle zu fügen, nach der es für einen Europäer undenkbar war, die Musik, die sie theoretisch untersuchten, selbst zu lernen und in einem Orchester mitzuspielen. Für Jaap Kunsts Schüler Mantle Hood war dagegen das aktive Musizieren eine Voraussetzung der musikethnologischen Arbeit.

## Musikwissenschaftliche Arbeit

### Musik und Gesellschaft
Der englische Begriff ethnomusicology („Musikethnologie“) tauchte erstmals programmatisch im Untertitel der 1950 veröffentlichten grundlegenden Schrift Musicologica auf, die in ihrer ersten Auflage eine knappe Zusammenfassung dessen darstellte, was Kunst als Privatgelehrter seinen Studenten in Amsterdam unterrichtete. Das bislang „Vergleichende Musikwissenschaft“ genannte Fachgebiet, sollte vom Vergleichen, also dem Inbeziehungsetzen mit westlicher Musik als dem definierenden Ausgangspunkt loskommen und sich mehr dem gesamtkulturellen Kontext der untersuchten Musik zuwenden. Kunst hat den Begriff nicht „erfunden“, vermutlich geht er auf von Hornbostel zurück, da ihn ein weiterer von dessen Schülern, Fritz Bose (1906–1975) ein Jahr zuvor eher beiläufig und mit „musikalische Völkerkunde“ umschrieben erwähnte. Obwohl die Diskussion über die Namensänderung bis in die 1970er Jahre weiterging, hat sich der neue Begriff seither einvernehmlich durchgesetzt. Die vielfältigen Ideen, sozialen Normen und praktischen Gegebenheiten, die der Musikproduktion zugrunde liegen, stehen ebenso wie die musikalischen Formen im Zentrum des neuen Forschungsansatzes.
Kunsts grundsätzliches Anliegen, das sein gesamtes Werk durchdringt, ist im Vorwort dieses Werkes zu lesen: Es ist der Kampf gegen das weit verbreitete Vorurteil, außereuropäische Musik in jeder Form sei der Ausdruck primitiverer Kulturstufen und stelle nur eine Abirrung vom westlichen Musikschaffen dar. Folgerichtig beklagte Kunst sich mehrfach über den zerstörerischen Einfluss, den christliche Missionare auf die einheimische Musikkultur ausübten. Er stellte mit Bedauern fest, dass selbst auf entlegenen Inseln bereits große Teile der traditionellen Musik verloren gegangen waren und die Kinder an europäischen Schulen patriotische holländische Lieder singen mussten. In einem Vortrag vor angehenden Missionaren 1946 in den Niederlanden bat er diese, wie er es schon 1930 als Regierungsethnologe gegenüber Missionaren in Flores getan hatte, zur Vertonung der Psalmtexte traditionelle Melodien zu verwenden. Die Praxis der Rheinischen Mission, ihre Konvertiten in Sumatra zum Singen vierstimmiger Bachchoräle zu zwingen, hob er als eines der zahlreichen Negativbeispiele hervor. In einem Aufsatz von 1952 fasste er die musikgeschichtliche Entwicklung Südsumatras zusammen, die von einer Abfolge äußerer Einflüsse geprägt wurde, die zu einheimischen Musikstilen geworden sind. Bei dem ab dem 16. Jahrhundert von Portugiesen mitgebrachten europäischen Stil mit Gitarre und Geige (der zum heutigen Krongcong wurde) und dem von einem Harmonium begleiteten hymnischen Gesang der amerikanischen und englischen Missionare ab Ende des 17. Jahrhunderts beklagte er den desaströsen Effekt auf die einheimische Musik.

### Hypothesen und Kontroversen
In seiner Antrittsrede als Lehrkraft der Universität Amsterdam 1953 legte er sein breites musikethnologisches Interessensgebiet dar, das über Indonesien hinausgehend weltweit strukturelle Aspekte der Musik einschloss. Im Hintergrund standen Hypothesen vom Ursprung der Musik und ihrer Verbreitung, wie sie als Auswirkung von Darwins Evolutionstheorie Ende des 19. und zu Beginn des 20. Jahrhunderts diskutiert wurden. In Musicologica von 1950 übernahm Kunst die Vorstellungen dieser Kulturkreislehre. Gemäß dem Spruch, ein Vogel werde an seinem Gezwitscher erkannt, versuchte Kunst, Melodien, Rhythmen und Aufführungsstile als kulturspezifische Charakteristika nach Rassen zu gliedern. Kunst nahm mit der Verbindung von Kultur und Rasse Bezug auf Werke von Hornbostel und Robert Lachmann (Asiatische Parallelen zur Berbermusik, 1933) und Marius Schneider (Die musikalischen Beziehungen zwischen Urkulturen, Altpflanzern und Hirtenvölkern, 1939). Die Zuordnung nach Rassen gilt heute – wie der Begriff selbst – als wissenschaftlich überholt, ebenso wie die Kulturkreistheorie, die bis in die 1950er Jahre in weiten Kreisen akzeptiert war und zur Klassifizierung kultureller Äußerungen diente. Kunst stellte musikologische Relationen unter anderem auf der Basis von fünf- und siebenstufigen Tonleitern weltweit her und brachte mit den tonalen Systemen noch die Vorstellung der Sphärenharmonie in Verbindung.
Allgemein wird an diesem Forschungsansatz kritisiert, dass die postulierten Aussagen keine valide Grundlage haben, da das Quellenmaterial mehr oder weniger lückenhaft und zufällig zusammengekommen ist. Häufig wurden über weite Gebiete verstreute Einzelfunde miteinander in Beziehung gesetzt. Aus diesem Grund kritisiert Artur Simon gerade die beiden oben genannten Schriften von Hornbostel/Lachmann und Schneider als typisch für eine allzu universalistische Betrachtungsweise, die übersieht, dass bereits innerhalb einer Musikkultur sehr unterschiedliche musikalische Stile vorkommen können. Indem Jaap Kunst sich diesen Ansatz zu eigen machte, verlor er seine eigene Forderung nach Einbeziehung des gesellschaftlichen Umfeldes aus den Augen.
Das zu beobachtende rasante Verschwinden alter Kulturformen hatte eine allgemeine Sehnsucht nach den Ursprüngen aufkommen lassen. In den Zusammenhang der diffusionistischen Kulturkreistheorie gehören auch die Versuche – geografisch und formal – Die Anfänge der Musik aufzuspüren, so der Titel eines Werkes von Carl Stumpf, der darin 1911 die bisherigen Theorien vom Ursprung aller musikalischen Formen gesammelt hatte. Von den dort gelisteten Theorien stimmte Kunst derjenigen von der melody of speech zu, wonach in der Sprache der Ursprung der Vokalmusik zu suchen sei. Bei der von Curt Sachs vorgenommenen grundlegenden Unterscheidung in Gesang und Instrumentalmusik, die er getrennten Sphären zuordnete, hielt Kunst den Gesang für die ältere Ausdrucksform.
Zusammen mit von Hornbostel entwickelte Kunst eine universale Theorie zur Einteilung der Tonskalen. Messungen einer 23 Zentimeter langen, am Ende geschlossenen (gedackten) Flöte ergaben durch Überblasen eine Reihe von 23 Naturtönen. Daraus errechneten sie eine theoretisch vielen Tonsystemen zugrundeliegende Struktur („Blasquintenzirkel“). Zusammengefasst ist die Theorie in der Abhandlung Around von Hornbostel’s Theory of the Cycle of Blown Fifths (1948). Damit sollten historische und heutige Tonsysteme weltweit miteinander in Verbindung gebracht werden, eine Linie etwa sollte vom Alten China über Java bis nach Zentralafrika führen (Ein musikologischer Beweis für Kulturzusammenhänge zwischen Indonesien – vermutlich Java – und Zentralafrika, 1936). Ein Mosaikstein in diesem Zusammenhang ist der Versuch, das kleine, nur in wenigen alten Gamelan auf Java und Bali verwendete Schlagidiophon kemanak mit Handglocken in Afrika zu verbinden und ihm einen Ursprung im prähistorischen Mittelmeerraum zuzuschreiben. Auch diese diffusionistischen Theorien konnten der wachsenden Kritik nicht standhalten. Jaap Kunst distanzierte sich gegen Lebensende mündlich hiervon.

### Wirkung
Jaap Kunst galt in den 1950er Jahren als die in der Musikethnologie international führende Autorität. Als Nachlassverwalter von Erich M. von Hornbostel initiierte er 1946 unter dem Titel Opera omnia die Zusammenstellung von dessen umfangreichen, aber weit verstreuten Schriften. In Indonesien leistete er Pionierforschung und schrieb zahlreiche Werke, die noch heute als Standardliteratur anerkannt sind. Hierzu gehören die bislang einzige systematische Arbeit über die Musik der gesamten Insel Nias (Music in Nias, 1939) und seine Analysen zur Gamelan-Musik: die jeweils zwei Bände De toonkunst van Bali (1924) und De toonkunst van Java (1934). In letzterem ist eine Klassifikation der Musikinstrumente des Gamelan enthalten. Die in diesen Werken vorhandenen Lücken, was die Spieltechniken betrifft, wurden mittlerweile durch andere Musikethnologen ausgefüllt. Dafür ist die Menge der von Kunst mit hohem täglichen Arbeitspensum zusammengetragenen Daten mit ihrer strukturellen Analyse unübertroffen.

## Werke
- Terschellinger volksleven. Uithuizen (bei Groningen) 1915, 3. Aufl. 1951
- Noord-Nederlandse volksliederen en –dansen. 3 Bde. 1916–1919
- mit Kathy Kunst-Van Wely: De toonkunst van Bali. Bd. 1. Weltevreden, 1924; Bd. 2 in: Tijdschrift voor Indische taal-, land-, en volkenkunde, LXV, Batavia, 1925
- mit R. Goris: Hindoe-Javaansche muziekinstrumenten. Batavia, 1927; 2. durchgesehene Aufl.: Hindu-Javanese Musical Instruments. Martinus Nijhoff, Den Haag 1968
- A Study on Papuan Music. Written at the hand of phonograms recorded by the ethnographer of the expedition, C. C. F. M. Le Roux, and of other data. G. Kolff, Weltevreden 1931
- Musicologisch onderzoek 1931. Batavia 1931
- Over zeldzame fluiten en veelstemmige muziek in het Ngada- en Nagehgebied, West-Flores. Batavia 1931
- De toonkunst van Java. 2 Bde. Martinus Nijhoff, Den Haag 1934; Englisch: Music in Java. Its History, its Theory and its Technique. 1949; 3. erweiterte Aufl. 1973
- A Musicological Argument for Cultural Relationship between Indonesia: Probably the Isle of Java, and Central Africa. In: Proceedings of the Musical Association, 62nd Sess. 1935–1936, S. 57–76
- Ein musikologischer Beweis für Kulturzusammenhänge zwischen Indonesien – vermutlich Java – und Zentralafrika. In: Anthropos. Bd. 31. 1936, S. 131–140
- Music in Nias. Internationales Archiv für Ethnographie Bd. 38, E. J. Brill Leiden 1939
- Een en ander over den Javaanschen gamelan. Amsterdam 1940; 4. Auflage 1945
- Music in Flores: A Study of the Vocal and Instrumental Music Among the Tribes Living in Flores. Brill, Leiden 1942
- Around von Hornbostel’s Theory of the Cycle of Blown Fifths. In: Proceedings of the Royal Tropical Institute, 76, Amsterdam 1948; später in: Kay Shelemay (Hrsg.): Ethnomusicological Theory and Method. Garland, New York/London 1990, S. 43–75
- The Cultural Background of Indonesian Music. In: Koninklijke Vereeniging Indisch Instituut Nr. 31, Mededeling 82, Afd. Volkenkunde, Amsterdam 1949
- Begdja, het gamelanjongetje. Amsterdam 1950
- De inheemsche muziek in Westelijk Nieuw-Guinea. Amsterdam 1950
- Metre, Rhythm, and Multi-part Music. Leiden 1950
- Sociologische bindingen in de muziek. Den Haag 1953
- Musicologica: A Study of the Nature of Ethnomusicology, Its Problems, Methods, and Representative Personalities. Amsterdam 1950; 2. erweiterte Aufl.: Ethnomusicology. A study of it’s nature, it’s problems, methods and representative personalities to which is added a bibliography. Martinus Nijhoff, Den Haag 1955; 3. erweiterte Aufl. 1959, Supplement 1960; Text von 1950 abgedruckt in: Tropenmuseum, 1994, S. 89–149
- Kultur-historische Beziehungen zwischen dem Balkan und Indonesien. Amsterdam 1953; englisch 1954
- Artikel Gamelan, Gong, Hindu-Javanische Musik, Indonesische Musik und Javanische Musik in der Musik in Geschichte und Gegenwart, Sachteil 2, 1955–1957
- Some Sociological Aspects of Music. The Library of Congress, 1958 (Online bei Archive.org)
- The origin of the kemanak. In: Bijdragen tot de Taal-, Land- en Volkenkunde. 116, Nr. 2, Leiden 1960, S. 266–269
- Music in New Guinea. Three Studies. Martinus Nijhoff, Den Haag 1967 (Neuauflage von A Study on Papuan Music, 1931, Songs of North New Guinea, 1931, und De inheemse muziek in Westelijk Nieuw-Guinea, 1950, in einem Band. Letztgenannte Studie ins Englische übersetzt)